# Vénérologie
La vénérologie (ou vénéréologie) est la branche de la pathologie médicale qui étudie les maladies vénériennes c'est-à-dire transmises par l'acte sexuel, aujourd'hui appelées infections sexuellement transmissibles (IST). Elle est, dans un contexte traditionnel, associée à la dermatologie, puisque la plupart des infections sexuellement transmises se manifestent par des lésions de la peau et des muqueuses.

## Études

### En France
L'étudiant doit d'abord suivre, après son baccalauréat, une première année commune aux études de santé. En fin de 6e année, les étudiants passent des épreuves nationales pour accéder à l'internat. Puis ils font quatre ans d'internat.